# Betula pyrolifolia
Betula pyrolifolia är en björkväxtart som beskrevs av Viktor Nikolayevich Vassiljev. Betula pyrolifolia ingår i släktet björkar, och familjen björkväxter. Inga underarter finns listade.